# NGC 5448
NGC 5448 ist eine Balken-Spiralgalaxie mit aktivem Galaxienkern vom Hubble-Typ SBa im Sternbild Ursa Major am Nordsternhimmel. Sie ist schätzungsweise 95 Millionen Lichtjahre von der Milchstraße entfernt und hat einen Durchmesser von etwa 105.000 Lichtjahren. 

Im gleichen Himmelsareal befindet sich u. a. die Galaxie NGC 5425.
Das Objekt wurde am 15. Mai 1787 von dem deutsch-britischen Astronomen William Herschel entdeckt.

## NGC 5448-Gruppe (LGG 372)
| Galaxie   | Alternativname | Entfernung/Mio. Lj |
| --------- | -------------- | ------------------ |
| NGC 5448  | PGC 50031      | 126                |
| NGC 5377  | PGC 49563      | 84                 |
| NGC 5425  | PGC 49889      | 97                 |
| NGC 5480  | PGC 50312      | 88                 |
| NGC 5481  | PGC 50331      | 95                 |
| NGC 5500  | PGC 50588      | 90                 |
| NGC 5520  | PGC 50728      | 89                 |
| PGC 50509 | UGC 9056       | 96                 |
| PGC 50664 | UGC 9083       | 90                 |